# Charles Eyck

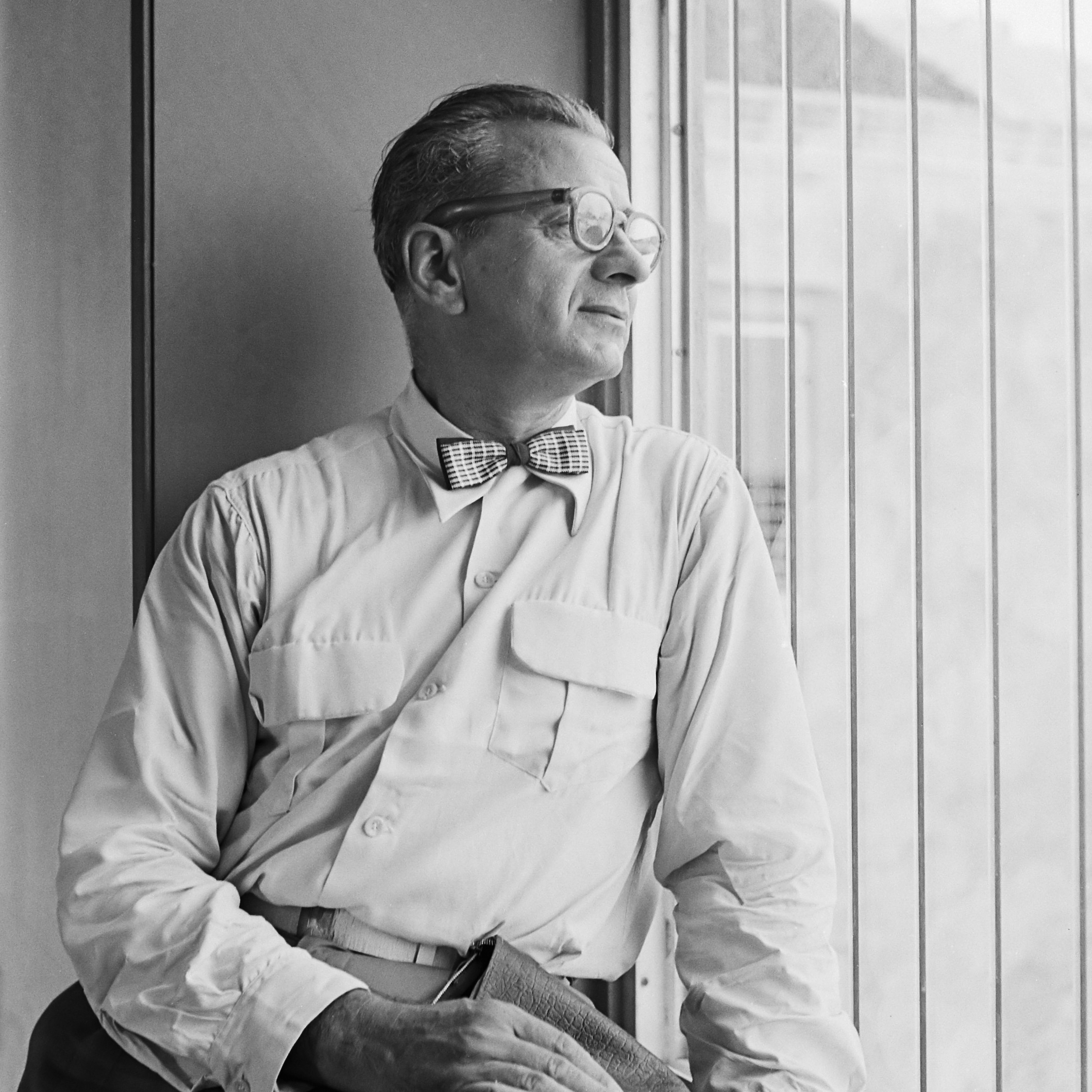
Charles Eyck, 1953

Charles Hubert Eyck (auch Eijck geschrieben, * 24. März 1897 in Meerssen; † 2. August 1983 in Schimmert) war ein niederländischer bildender Künstler und Pionier der Limburger Schule.

## Leben
Eyck wurde als fünftes von vierzehn Kindern in eine römisch-katholische Familie geboren. Sein Vater war Schuster. Mit zehn Jahren wurde er schwer krank und trug als Folge dauerhafte Taubheit und ein eingeschränktes Sprachvermögen davon. Daher begann er, seine Kommunikation auf Zeichnungen und Gemälde zu verlagern.
Von 1916 bis 1917 besuchte Eyck die Academie voor Beeldende Kunsten in Rotterdam, von 1918 bis 1922 die Rijksakademie van beeldende kunsten in Amsterdam.
1922 bekam Eyck den niederländischen Prix de Rome verliehen, der mit einem Stipendium verknüpft war. Beim darauffolgenden Aufenthalt in Italien lernte er die schwedische Malerin Karin Meyer kennen, die er 1924 in Stockholm standesamtlich heiratete. 1925 kam ihre schwerbehinderte Tochter Ann-Margit zur Welt, die er als „Bimba“ in vielen Gemälden verewigte. Karins Eltern nahmen Ann-Margits Erziehung an sich. Nachdem das Stipendium aufgebraucht war, zog das Ehepaar nach Amsterdam, kurz darauf nach Frankreich.
Seinen ersten großen Erfolg hatte Eyck in Paris, wo er bei Blanche Guillot 30 Gemälde ausstellen und verkaufen konnte. Danach konnte er einen Auftrag für Wandmalereien in der Sint-Vincentius a Paulokerk in Brunssum erhalten, für den er zuvor noch kirchlich heiraten musste. Kurz darauf bekam er für die Onze-Lieve-Vrouw-Onbevlekt-Ontvangenkerk in Terwinselen seinen zweiten großen Auftrag für ein Kirchengemälde durch Hubert Spierts, dem er zeitlebens verbunden blieb.
1966 gab er sein Ritterkreuz des Ordens von Oranien-Nassau aus Protest gegen die Hochzeit von Prinzessin Beatrix und Claus von Amsberg zurück.

## Lehrer und Schüler
Zu seinen Lehrern gehörten Nicolaas van der Waay, Jan van Puyenbroeck und Antoon Derkinderen. Unter seinen Schülern waren Bert Coppus, Hub Hendriks, Gé ter Horst, Arnold de Koning, Victor van Mil, Jean Nelissen, René Smeets, Harrie Sterk, Charles Volders, Fons Volders, Pim de Vroomen, Fedde Weidema, Alphons Winters und René Wong Lun Hing. Zudem hatte er Einfluss auf Pierre de Grauw.

## Materialien
Eyck arbeitete häufig mit Öl- und Wasserfarben, Glas, Edelmetallen, oft Silber, und Edelsteinen.

## Werke

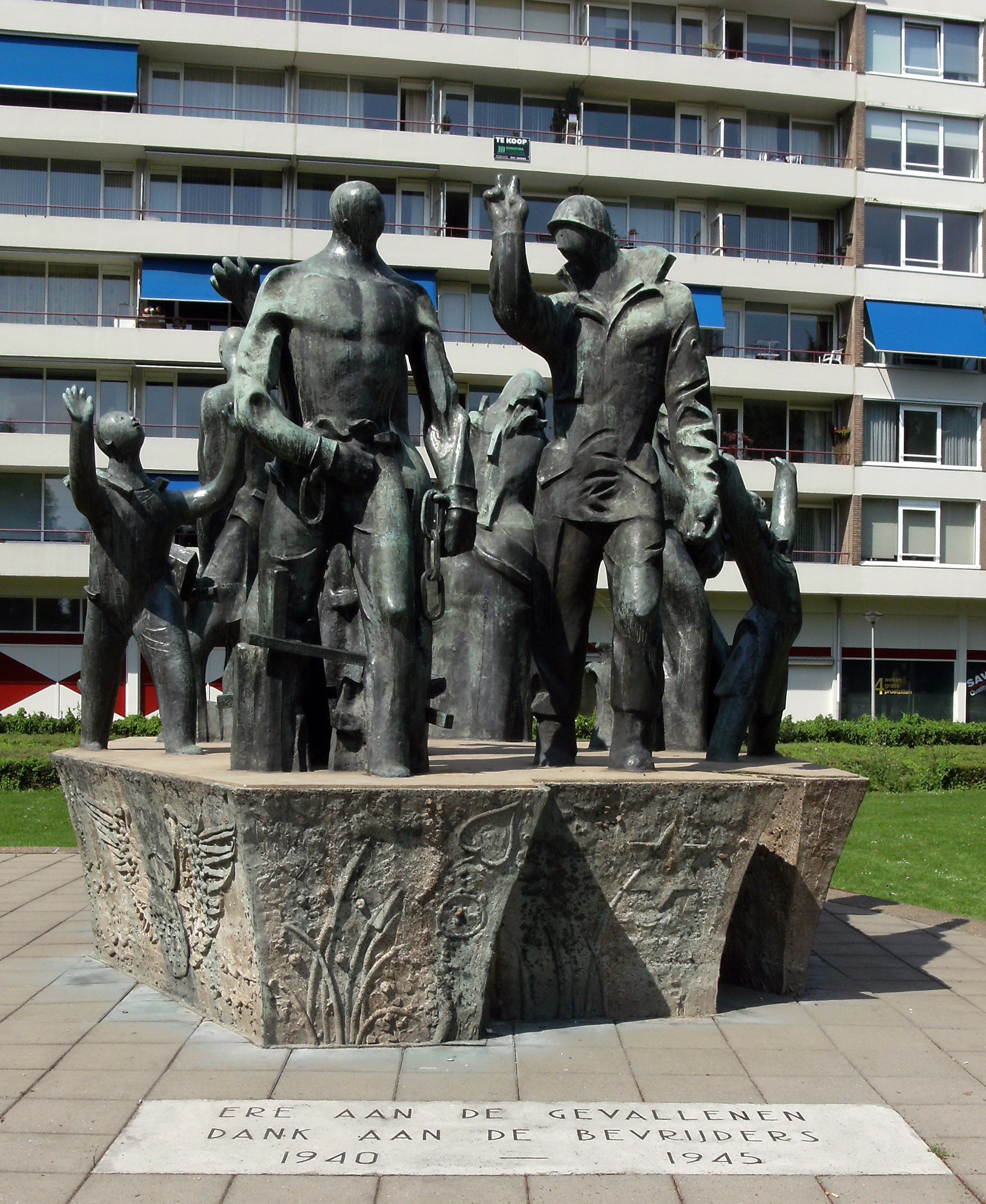
Das Limburgs bevrijdingsmonument

- Begraafplaats van Aubel (circa 1920)
- Wandmalereien in Sint-Vincentius a Paulokerk in Brunssum (1929)[2]
- Wandmalereien in der Onze-Lieve-Vrouw-Onbevlekt-Ontvangenkerk in Kerkrade (1929–1948)[8]
- Limburgs bevrijdingsmonument in Maastricht (1952)[9]
- Wandmalerei in der Offiziersmesse des R.K. Zeemanshuis in Willemstad (1953)
- Wandmalereien in der Kirche von Jeantes (1962)
- Monolith in Kerkrade (1982)[10]
- Altarwand und Kreuzwegstationen in Zeist
- Buntglasfenster in der Sint Jozef kerk in Achterveld

## Auszeichnungen
- 1919: Willink van Collenprijs[3]
- 1920: Koninklijke subsidie voor vrije schilderkunst[3]
- 1922: Prix de Rome für das Gemälde De Verloren Zoon[2][3]
- Ritterkreuz des Ordens von Oranien-Nassau[11] (zurückgegeben)